# Ленінське сільське поселення (Слободський район)
Ле́нінське сільське поселення (рос. Ленинское сельское поселение) — адміністративна одиниця у складі Слободського району Кіровської області Росії. Адміністративний центр поселення — присілок Рубіжниця.

## Історія
Станом на 2002 рік на території сучасного поселення існували такі адміністративні одиниці:
- частина Ленінського сільського округу (село Волково, селища Боровиця, Чирковський завод, присілки Абдали, Бажинці, Баташі, Вахруші, Великі Логунови, Великі Сколотні, Вершинінці, Видрінці, Гірська Річка, Калінінці, Курешніки, Лопарі, Луза, Ляпуни, Маленіки, Малі Логунови, Малі Сколотні, Мезріха, Мокіни, Осінці, Рубіжниця, Сунцови, Харінці, Чирки)

Поселення було утворене згідно із законом Кіровської області від 7 грудня 2004 року № 284-ЗО у рамках муніципальної реформи шляхом перетворення Ленінського сільського округу.
Станом на 2002 рік до складу Ленінського сільського округу входили присілки Шунки та Підсобне хозяйство, а вже станом на 2004 рік Шунки перебували у складі Бобінського сільського округу, а Підсобне хозяйство — підпорядковувалось смт Вахруші.

## Населення
Населення поселення становить 1344 особи (2017; 1343 у 2016, 1345 у 2015, 1359 у 2014, 1404 у 2013, 1396 у 2012, 1332 у 2010, 1370 у 2002).

## Склад
До складу поселення входять 26 населених пунктів:
| Населений пункт           | Населення, осіб (2002) | Населення, осіб (2010) |
| ------------------------- | ---------------------- | ---------------------- |
| Абдали, присілок          | 0                      | 4                      |
| Бажинці, присілок         | 79                     | 78                     |
| Баташі, присілок          | 55                     | 54                     |
| Боровиця, селище          | 176                    | 154                    |
| Вахруші, присілок         | 198                    | 194                    |
| Великі Логунови, присілок | 116                    | 139                    |
| Великі Сколотні, присілок | 11                     | 11                     |
| Вершинінці, присілок      | 0                      | 4                      |
| Видрінці, присілок        | 0                      | 0                      |
| Волково, село             | 294                    | 266                    |
| Гірська Річка, присілок   | 80                     | 61                     |
| Калінінці, присілок       | 0                      | 0                      |
| Курешніки, присілок       | 2                      | 1                      |
| Лопарі, присілок          | 0                      | -                      |
| Луза, присілок            | 49                     | 76                     |
| Ляпуні, присілок          | 0                      | 0                      |
| Маленіки, присілок        | 0                      | 0                      |
| Малі Логунови, присілок   | 0                      | 0                      |
| Малі Сколотні, присілок   | 10                     | 19                     |
| Мезріха, присілок         | 14                     | 11                     |
| Мокіни, присілок          | 1                      | 6                      |
| Осінці, присілок          | 156                    | 155                    |
| Рубіжниця, присілок       | 44                     | 42                     |
| Сунцови, присілок         | 0                      | 0                      |
| Харінці, присілок         | 0                      | 0                      |
| Чирки, присілок           | 19                     | 12                     |
| Чирковський завод, селище | 66                     | 45                     |